# Ланселот де Ліль
Лансело́т де Лі́ль (англ. Lancelot de Lisle; (?) — 29 січня 1429) — англійський лицар, граф-маршал. Представник роду де Ліль. Учасник Столітньої війни у Франції, бальї Шартра. Під час облоги Орлеана був капітаном фортів Сен-Пріве і Сен-Лоран, побудованих англійськими військами для блокади міста. Загинув під Орлеаном.

## Біографія
Про життя Ланселота де Ліля збереглося мало відомостей. В основному це документи військового характеру, підписані самим Ланселотом, а також «Щоденник облоги Орлеана і мандрівка до Реймса» анонімного автора. Зокрема, з цих документів відомо, що в Ланселота був рідний брат Генрі де Ліль (англ. Henry de Lisle), який так само брав участь у Столітній війні й облозі Орлеана. Автор «Щоденника облоги Орлеана» називає Ланселота на французький манер «мессіром» й зазначає, що він був «вельми доблесним воїном».

### Участь в Столітній війні
1415 року король Генріх V відновив Столітню війну, у якій Ланселот брав участь у чині графа-маршала. Невідомо, чи був він учасником битві при Азенкурі та інших військових операцій.
1425 року, за правління короля Генріха VI, Ланселот керував захопленням Бомона (на облогу якого отримав 1000 фунтів пороху, від головнокомандувача артилерією при регенті Бедфорді, Джона Харботла), Мана (отримав 300 фунтів пороху для облоги), Сент-Сюзанна (отримав 2 800 фунтів пороху), Майєна (отримав 5 800 фунтів пороху).

### Облога Орлеана

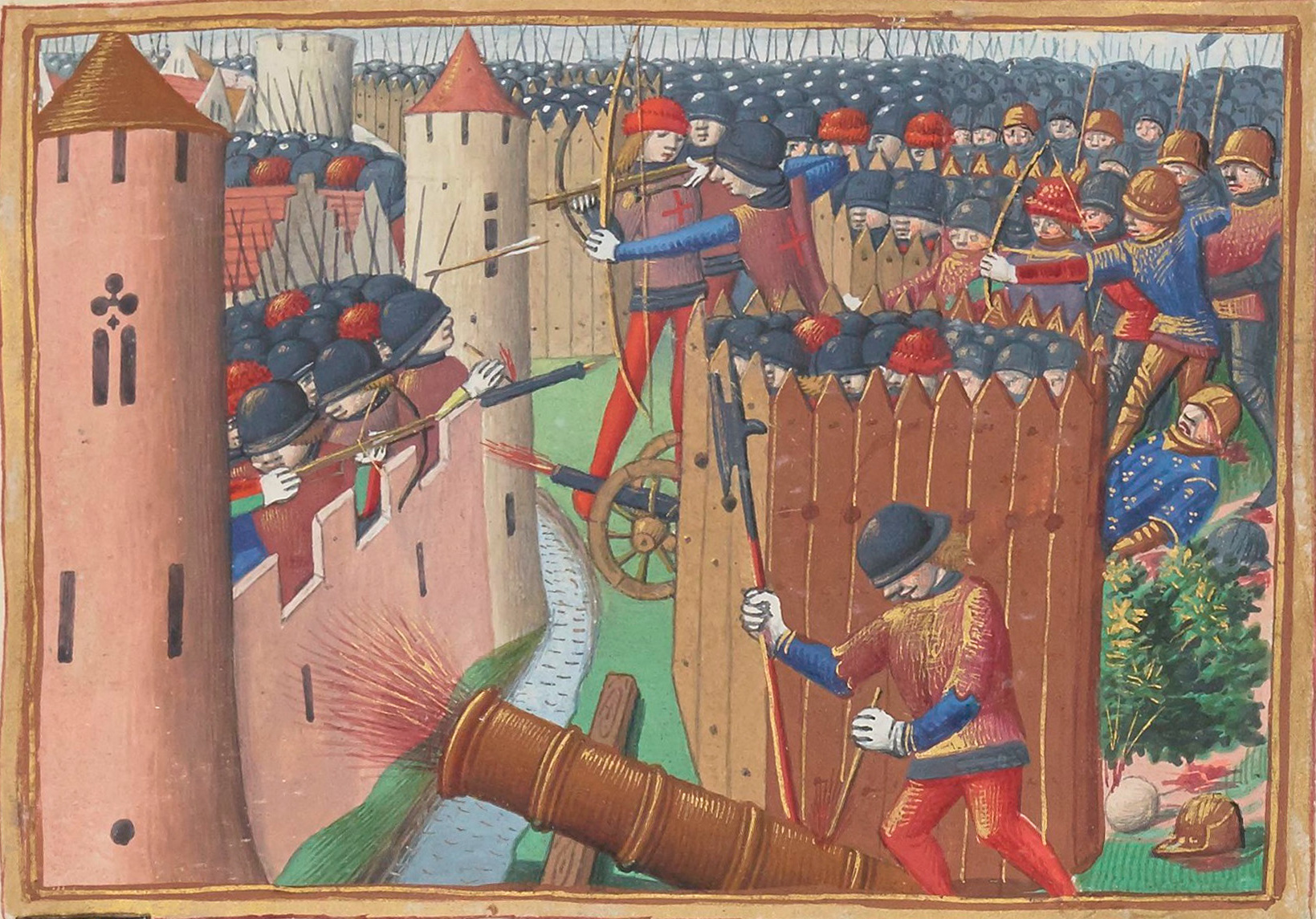
Облога Орлеана. Мініатюра з «Вігілії на смерть короля Карла VII», кінець XV століття.

Ланселот де Ліль вперше згадується в «Щоденнику облоги Орлеана» від 12 жовтня 1428 року. Він прибув під Орлеан у складі основних англійських сил на чолі з графом Томасом Солсбері. З документів військового характеру, відомо, що Ланселот командував 40 латниками і 120 лучниками. Зокрема, у Національній бібліотеці Франції зберігається документ у якому зазначено, що 5 пікінерів і 15 лучників з його загону мають прибути під Орлеан 23 жовтня 1428 року.
30 грудня 1428 року Ланселот вирушив із іншими англійськими командирами до містечка Оргергільї в околицях Орлеану, щоб звідти привести англійські підкріплення для облоги французького міста. Того ж дня англійці добудували напроти Орлеану форт Сен-Лоран, а 6 січня 1429 року — форт Сен-Пріве, що блокували головні шляхи і підступи до цитаделі. Ланселот був призначений капітаном обох фортів й залишався на цій посаді до самої загибелі.
У «Щоденнику облоги Орлеана» Ланселот де Ліль згадується епізодично, оскільки автор джерела всю увагу привернув бойовим діям.

### Загибель

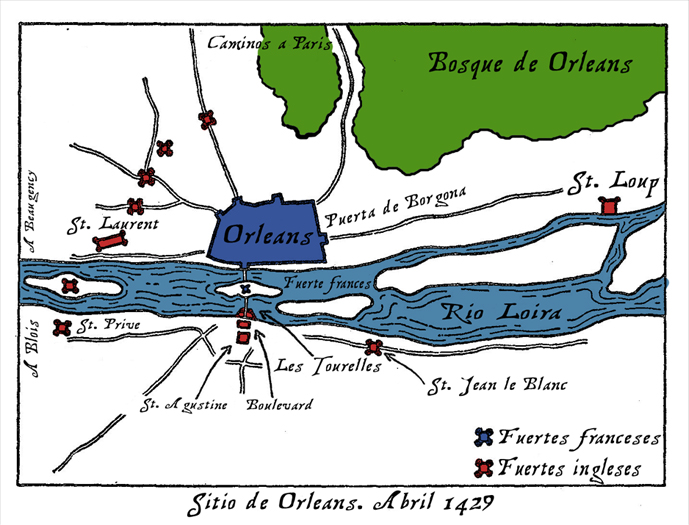
План облоги Орлеана з фортами Сен-Пріве і Сен-Лоран, якими командував Ланселот

29 січня 1429 року, у суботу, о 8 годині ранку, англійці під командою Ланселота де Ліля вийшли зі своїх фортів і вишикувалися у бойовий порядок. Засвідчуючи свою велику відвагу криками, вони підійшли до берегової загорожі біля вежі Нотр-Дам, до самих французьких фортів перед брамою Реньяр. У відповідь французький гарнізон Орлеана виступив за межі міського оборонного муру й, вишикувавшись, атакував нападників. Зав'язався кривавий рукопашний бій, у ході якого було безліч убитих, поранених і полонених з обох сторін . Після січі Ланселот як представник англійців провів переговори з французами про обмін полоненими. Коли він повертався з переговорів, орлеанці підстрелили його з гармати. У «Щоденнику облоги Орлеана» цей епізод описано так: 
...обидві сторони обіцяли безпеку Ла Гіру і мессіру Ланселоту де Лілю, щоб їм переговорити один з одним: переговори вони вели протягом приблизно години до часу закриття брами. Але після того, як закінчився час, у якій була обіцяна безпека, і кожен з них повертався до своїх, орлеанці вистрілили з гармати, ядро з якої вразило мессіра Ланселота настільки жорстоко, що відірвало йому голову: через що у війську впали у велику зневіру, бо він був їх маршалом і вельми доблесним воїном.
.

## Герб
Як представник привілейованого стану середньовічного суспільства, сер Ланселот мав свій герб, який зберігся до наших часів завдяки печаткам, які ставилися на офіційних документах різного характеру.
Герб сера Ланселота уявляє з себе зображення трикутного з гострим кінцем щита, старого французького типу, з перетином. У верхній частині, у лазурному полі щита зображено 3 леопарда, повернутих праворуч. Нижня частина, у золотому полі не містить ніяких фігурних зображень. Обабіч щит підтримують два щитотримачі — олені, з гіллястими рогами. Поверх щита зображено шолом з нашоломником у вигляді леопардової голови золотого кольору.

### Першоджерела
- Charpentier P. Cuissard C. Journal du siege d'Orleans, 1428-1429: augmente de plusieurs documents notamment des comptes de la ville, 1429-1431. — Paris, 1896. — 468 с.
- Renouard J. La chronique d'Enguerran de Monstrelet 1400 – 1444. — Paris, 1887. — 453 с.
- Virivelle de Vallet M. Chronique de la Pucelle; ou Chronique de Cousinot, suivie de La chronique normande de P. Cochon, relatives aux regnes de Charles VI et de Charles VII, restituees a leurs auteurs et publiees pour la premiere fois integralement a partir de l'an 1403, d'apres les manuscrits, avec notes et developpements. — Paris, 1859. — 556 с.

### Дослідження
- Molandon B. L'armee anglaise vaincue par Jeanne d'Arc sous les murs d'Orleans. — Orleans, 1892. — 317 с.
- Mantelier P. Histoire du Siège d'Orléans, Orléans. — Orleans, 1867. — 258 с.
- Quicherat J. Histoire du siege d'orleans et des honneurs rendus a la pucelle. — Paris, 1854. — 65 с.
- Контамин Ф. Война в Средние века. — Москва, 2001. — 414 с. — ISBN 5-87399-140-5.